# 中国耶稣教自立会
中国耶稣教自立会是一个中国人自己创立的基督教组织，由中国牧师俞国桢创立于1906年。
俞国桢原为浙江湖州新市镇长老会的中国牧师。1894年，美北长老会传教士范约翰休假回国，将其负责的上海汉壁礼路（今汉阳路）永祥里虹口长老会堂委托给俞国桢牧师。1903年，俞国桢在海宁路、克能海路（今康乐路）路口购地，次年建成沪北海宁路自立长老会堂，与差会断绝经济关系。1906年1月25日（农历正月初一），俞国桢发起成立中国耶稣教自立会。浙江平阳、湖北天门等地教会表示响应。于是在1910年，在上海成立中国耶稣教自立会总会，1915年，租用宝山路义品里258号为会所。1916年，在商务印书馆附近的闸北华界的宝通路340号新建较大的西式教堂，取名为闸北自立长老会堂。
1920年，中国耶稣教自立会举行第一次全国代表大会，成立全国总会，包括中国16个省的189所礼拜堂，信徒2万余人，俞国桢被选为终身会长。1924年，俞国桢与长老会因闸北堂归属问题争执不下，最终俞辞职离开，闸北堂又回到长老会。1926年，俞国桢另外在江湾翔殷路建造永志堂作为自立会全国总会会所。1929年建成，1930年7月启用。
随着中国民族主义运动的退潮，自立会的影响也有所下降。1932年一二八事变爆发，江湾为战区中心，自立会总会事务所和俞国桢住所均毁于战火，永志堂屋顶被炮弹击中，损失惨重。俞国桢只得临时将自立会总会事务所设在施高塔路（今山阴路）四达里林鸿斌牧师住所。同年11月16日，俞国桢在浙江温州讲道时在那里病逝。
1934年，翔殷路永志堂修复，总会事务所迁回永志堂。1937年8月13日，规模更大的淞沪会战爆发，江湾再次沦为战区，这时永志堂完全被毁。
抗日战争期间，自立会总会与各地分会基本失去联系。1939年1月，永志堂租用大西路（今延安西路）108号房屋，恢复礼拜，自立会全国总会亦在此处办公。1940年1月，总会临时办事处迁往海格路（今华山路）237弄1号谢永钦家中。1946年秋，谢永钦牧师捐出闸北宝通路539号土地，供重建永志堂之用，信徒也纷纷捐款。1947年，宝通路永志堂建成。
1954年以后，在自立会全国总会动员下，散布于中国各地的数百处自立会陆续参加了三自爱国运动。1958年，上海宝通路永志堂参加闸北区联合礼拜，并入了闸北堂。此后自立会不再作为一个独立的教派而活动。